# Jim Shield
Jim Shield (* in Alberta) ist ein kanadischer Schauspieler und Stuntman sowie ehemaliger Chuckwagon-Rennfahrer und Pferdesportler.

## Leben
Shield wurde in der Prärieprovinz Alberta geboren. Ab seinem 15. Lebensjahr begann er mit dem Reitsport. Er nahm 20 Jahre an Wettbewerben der World Professional Chuckwagon Association teil und wurde fünf Mal Weltmeister und vier Mal Calgary Stampede Titelträger. Sein Einstieg in die Filmindustrie gelang ihm über eine Statistenrolle im japanischen Film Die letzte Schlacht der Samurai von 1990. 1997 zog er sich aus dem professionellen Pferdesport zurück und wurde in Vancouver wohnhaft, um sich seiner Schauspielkarriere zu widmen. Er sammelte Ende der 1990er Jahre schauspielerische Erfahrung als Stuntman und als Nebendarsteller in Filmen oder Episodendarsteller in Fernsehserien.
Aufgrund seiner Reitkenntnisse wirkte er zu Beginn seiner Schauspiellaufbahn in einer Reihe von Western wie 1998 in Weihnachten im Wilden Westen, 2000 in Shang-High Noon und High Noon, 2001 in  Texas Rangers oder 2003 in der Fernsehserie Peacemakers in neun Episoden als Jake Freeman mit. 2004 war er in insgesamt sechs Episoden der Fernsehserie Kingdom Hospital in der Rolle des Rolf Pederson zu sehen. In den nächsten Jahren folgten weitere Nebenrollen in Spielfilmen und Episodenrollen in verschiedenen Fernsehserien, ehe er von 2008 bis 2009 in der Fernsehserie For Your Security mitwirkte. Eine weitere größere Serienrolle mimte er von 2011 bis 2013 in Health Nutz als Jehovah Man. 2011 war er außerdem im Tierhorrorfernsehfilm Ice Road Terror als Heath Reid zu sehen.

## Filmografie (Auswahl)

### Schauspiel
- 1996: Viper (Fernsehserie, Episode 2x10)
- 1997: Hugo Pool
- 1998: Weihnachten im Wilden Westen (Ebenezer, Fernsehfilm)
- 1998: Night Man (Fernsehserie, Episode 2x08)
- 1998–1999: Dead Man’s Gun (Fernsehserie, 3 Episoden)
- 1999: Millennium – Fürchte deinen Nächsten wie Dich selbst (Millennium, Fernsehserie, Episode 3x20)
- 1999: Outer Limits – Die unbekannte Dimension (The Outer Limits, Fernsehserie, Episode 5x21)
- 1999: Late Night Sessions
- 2000: First Wave – Die Prophezeiung (First Wave, Fernsehserie, Episode 2x17)
- 2000: Vater wider Willen (A Father’s Choice, Fernsehfilm)
- 2000: Geheimprojekt X – Dem Bösen auf der Spur (Strange World, Fernsehserie, Episode 1x13)
- 2000: Shang-High Noon (Shanghai Noon)
- 2000: High Noon (Fernsehfilm)
- 2000: Seven Days – Das Tor zur Zeit (Seven Days, Fernsehserie, Episode 3x01)
- 2000: Mysterious Ways (Fernsehserie, Episode 1x12)
- 2001: Dark Angel (Fernsehserie, Episode 1x08)
- 2001: Texas Rangers
- 2001: Strange Frequency (Fernsehserie, Episode 1x03)
- 2002: Tom Stone (Fernsehserie, Episode 1x11)
- 2002: Devils Playground – Tödlicher Fluch (Strange Frequency 2, Fernsehfilm)
- 2002: X-Factor: Das Unfassbare (Beyond Belief: Fact or Fiction, Fernsehserie)
- 2002: Twilight Zone (The Twilight Zone, Fernsehserie, Episode 1x17)
- 2002: Smallville (Fernsehserie, Episode 1x16)
- 2003: Peacemakers (Fernsehserie, 9 Episoden)
- 2004: The L Word – Wenn Frauen Frauen lieben (The L Word, Fernsehserie, Episode 1x01)
- 2004: Kingdom Hospital (Fernsehserie, 6 Episoden)
- 2005: Battlestar Galactica (Fernsehserie, 2 Episoden)
- 2005: Bad Blood (Kurzfilm)
- 2006: Final Destination 3
- 2006: Gefallene Engel (Fallen: The Beginning, Fernsehfilm)
- 2007: Kyle XY (Fernsehserie, Episode 2x02)
- 2007: Alien Agent
- 2007: 4400 – Die Rückkehrer (The 4400, Fernsehserie, Episode 4x06)
- 2007: Reaper – Ein teuflischer Job (Reaper, Fernsehserie, Episode 1x08)
- 2008: The Guard (Fernsehserie, Episode 1x05)
- 2008: Every Second Counts (Fernsehfilm)
- 2008–2009: For Your Security (Fernsehserie, 8 Episoden)
- 2009: Angel and the Bad Man (Fernsehfilm)
- 2009: The Gambler, the Girl and the Gunslinger (Fernsehfilm)
- 2009: Health Nutz (Fernsehfilm)
- 2010: Smallville (Fernsehserie, Episode 9x11)
- 2011: Fairly Legal (Fernsehserie, Episode 1x04)
- 2011: Supernatural (Fernsehserie, Episode 6x18)
- 2011: Fringe – Grenzfälle des FBI (Fringe, Fernsehserie, Episode 3x20)
- 2011: Ice Road Terror (Fernsehfilm)
- 2011–2013: Health Nutz (Fernsehserie, 8 Episoden)
- 2012: Once Upon a Time – Es war einmal … (Once Upon a Time, Fernsehserie, 2 Episoden)
- 2013: The Crossing (Kurzfilm)
- 2014: Arctic Air (Fernsehserie, Episode 3x11)
- 2014: Strange Empire (Fernsehserie, 3 Episoden)
- 2014: Der siebte Sohn (Seventh Son)
- 2015: Harvest Moon (Fernsehfilm)
- 2015: Der Sturm – Life on the Line (Life on the Line)
- 2016: Bates Motel (Fernsehserie, Episode 4x01)
- 2016: The 100 (Fernsehserie, Episode 3x08)
- 2016: Dead Rising: Endgame
- 2016: Arrow (Fernsehserie, Episode 5x01)
- 2016: Aftermath (Fernsehserie, Episode 1x09)
- 2017: Limina (Kurzfilm)
- 2017: You Me Her (Fernsehserie, Episode 2x04)
- 2017: Ring of Deception (Fernsehfilm)
- 2017: Deadly Attraction (Fernsehfilm)
- 2018: Trial & Error (Fernsehserie, 2 Episoden)
- 2019: Hard Powder
- 2019: The Murders (Fernsehserie, 2 Episoden)

### Stunts
- 1990: Die letzte Schlacht der Samurai (Heaven and Earth)
- 1997–1998: Dead Man’s Gun (Fernsehserie, 3 Episoden)
- 1999: Reiter auf verbrannter Erde (The Jack Bull, Fernsehfilm)
- 1999: Dudley Do – Right
- 2010: Der letzte Ritt des Ransom Pride (The Last Rites of Ransom Pride)
- 2016: The 100 (Fernsehserie, Episode 3x08)